# Pleyben
Pleyben (bretonisch Pleiben) ist eine französische Gemeinde mit 3649 Einwohnern (Stand 1. Januar 2022) im Département Finistère in der Bretagne. Sie gehört zum Arrondissement Châteaulin und zum Kanton Briec.

## Geografie
Die Stadt Pleyben liegt 40 Kilometer südöstlich von Brest am unteren Abschnitt der Aulne, die hier zum Canal de Nantes à Brest ausgebaut ist.

## Bevölkerungsentwicklung
| Jahr                       | 1962 | 1968 | 1975 | 1982 | 1990 | 1999 | 2007 | 2020 |
| Einwohner                  | 3840 | 3713 | 3477 | 3491 | 3446 | 3397 | 3630 | 3579 |
| Quellen: Cassini und INSEE |      |      |      |      |      |      |      |      |

## Sehenswürdigkeiten
- Umfriedeter Pfarrbezirk mit Kirche und Beinhaus
- mehrere Kapellen

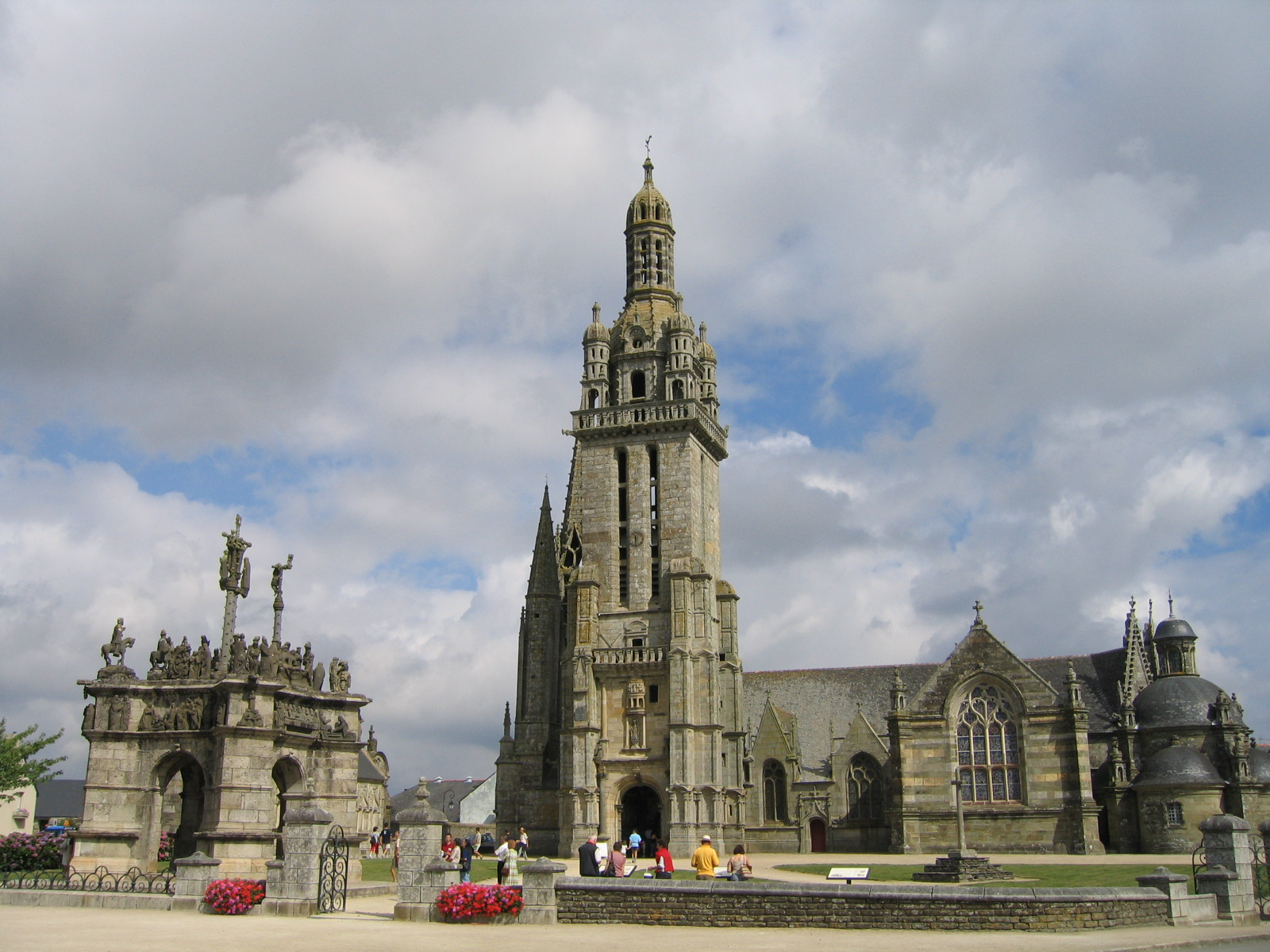
Umfriedeter Pfarrbezirk
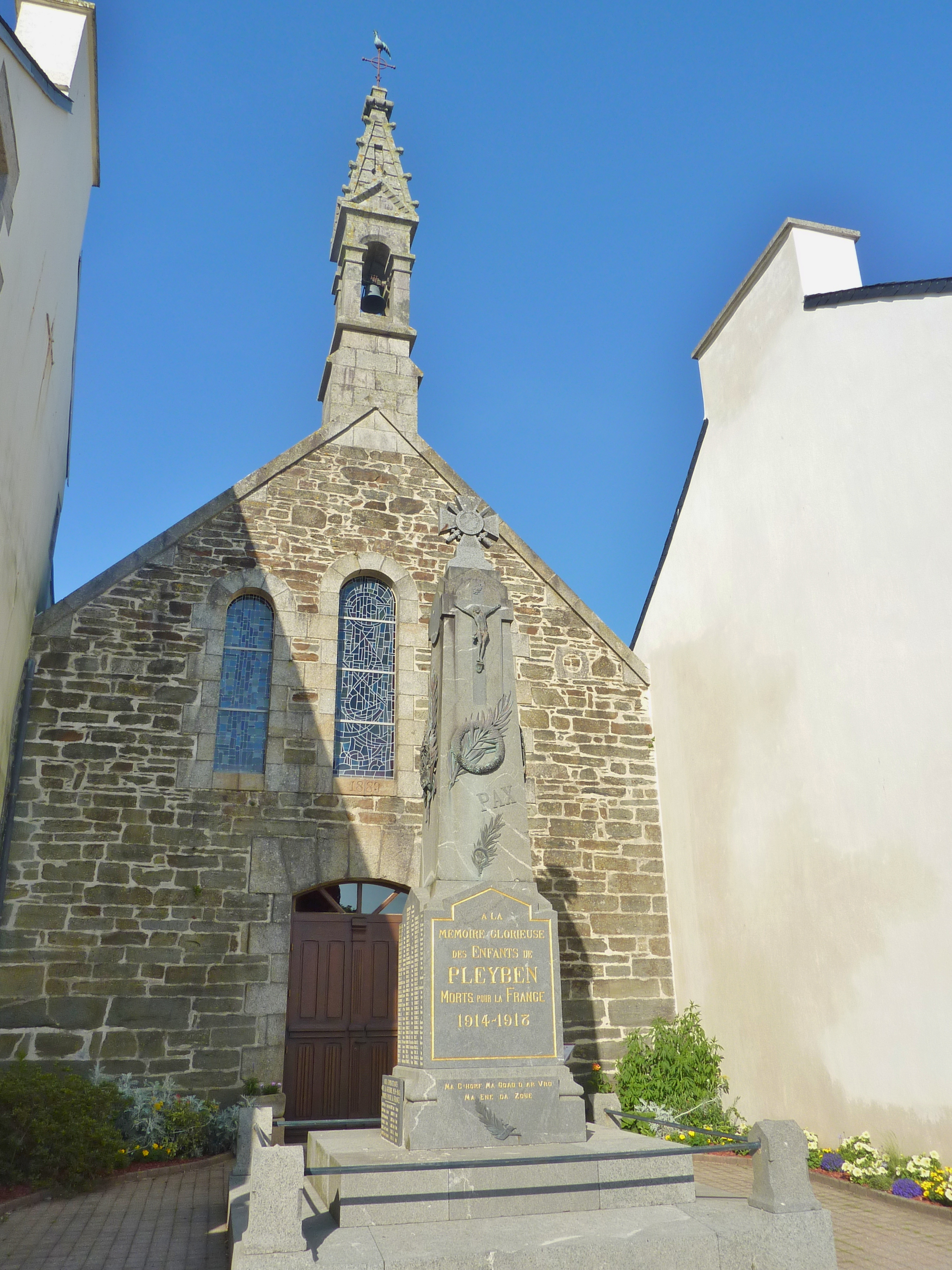
Kapelle der Kongregation und Gefallenendenkmal
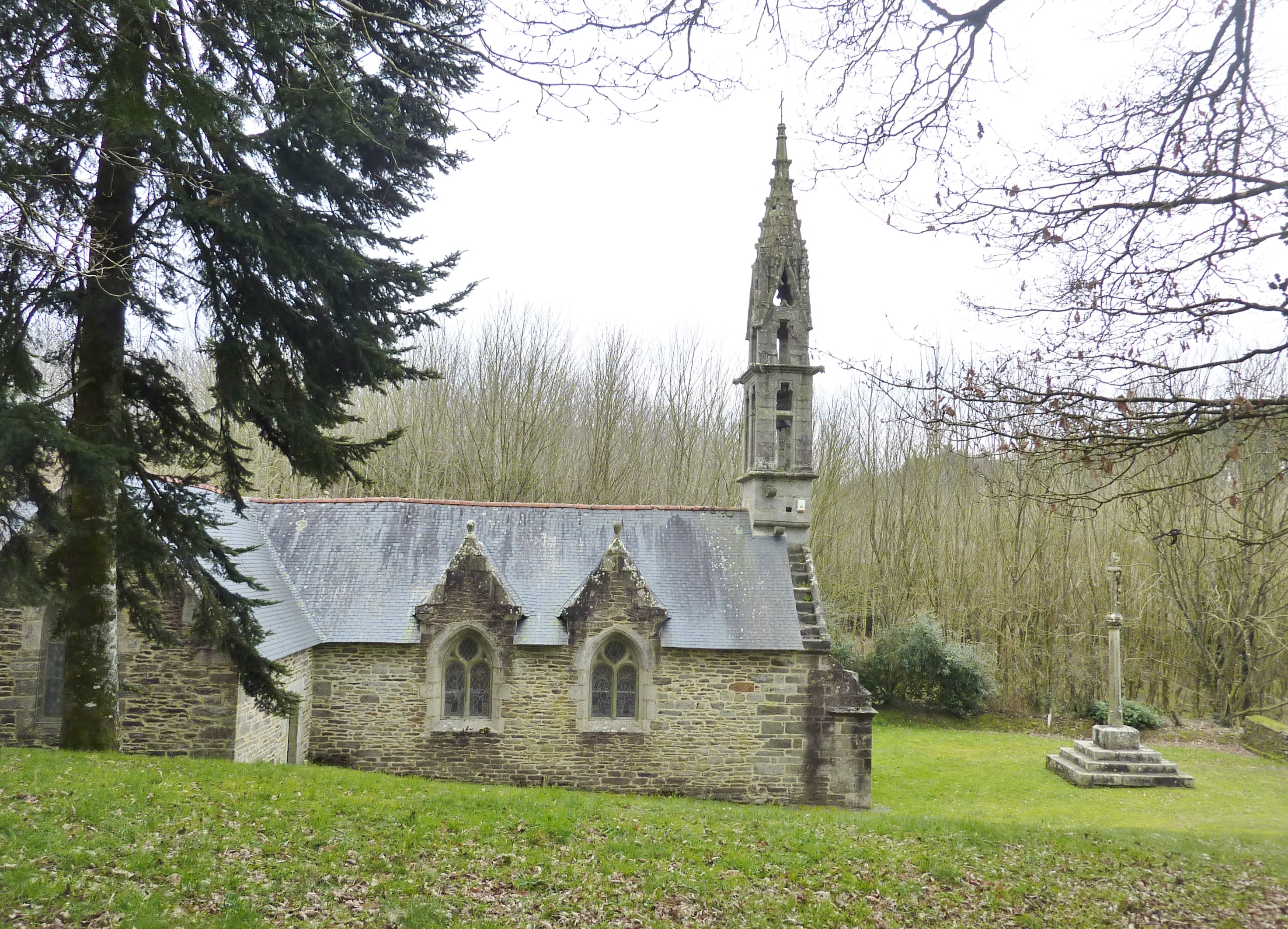
Kapelle Madeleine
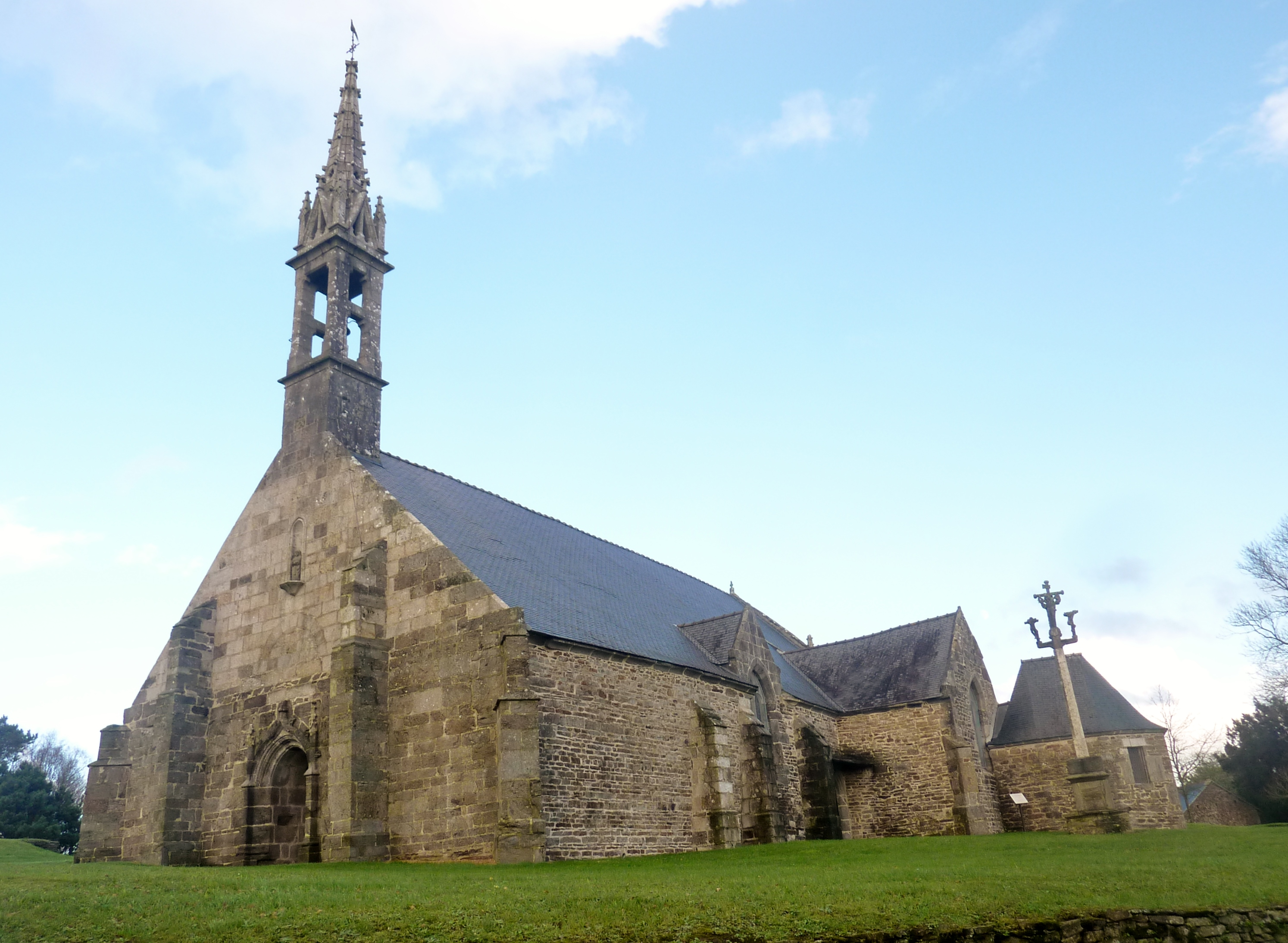
Kapelle Notre-Dame de Lannélec
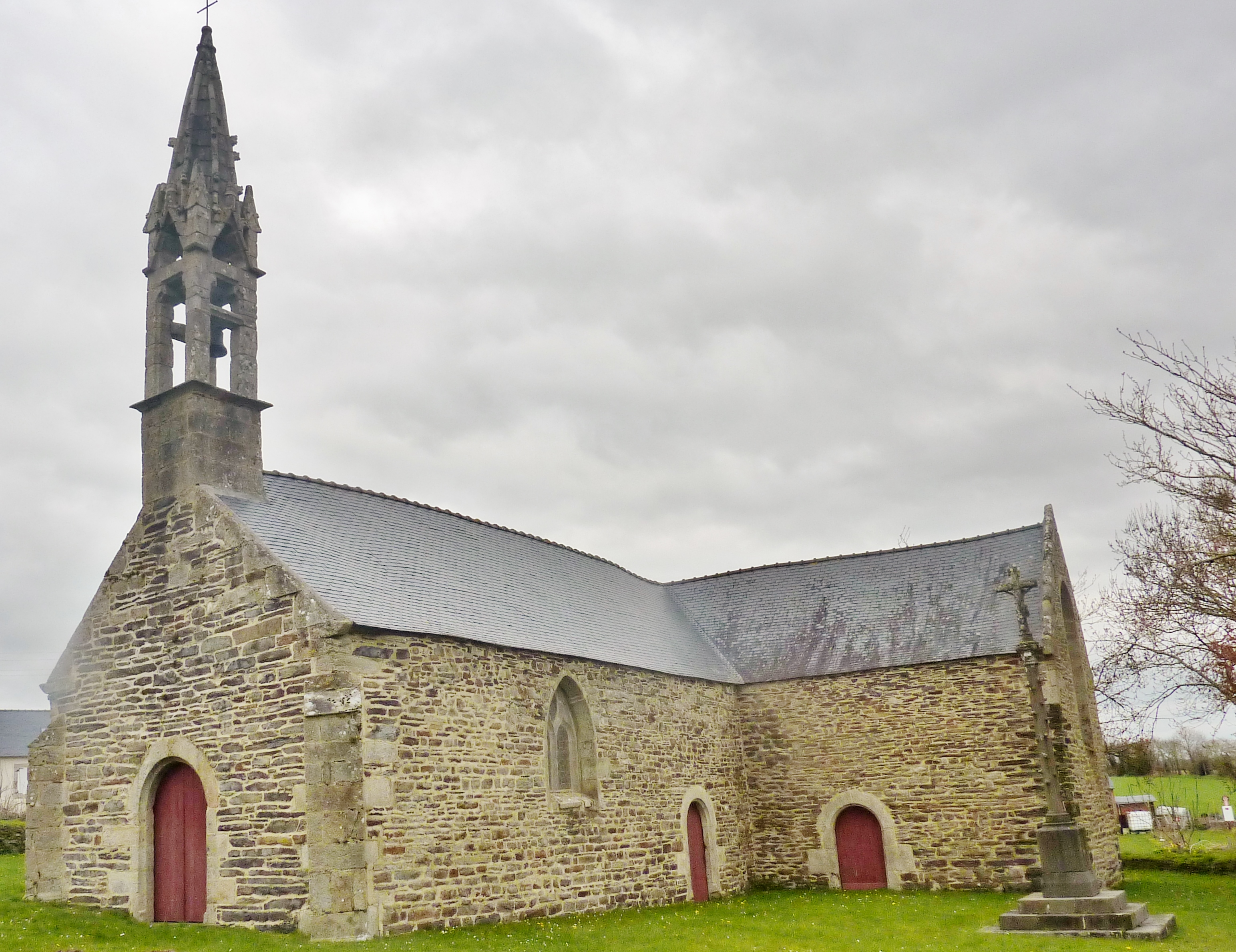
Kapelle Notre-Dame de Vtai-Secours
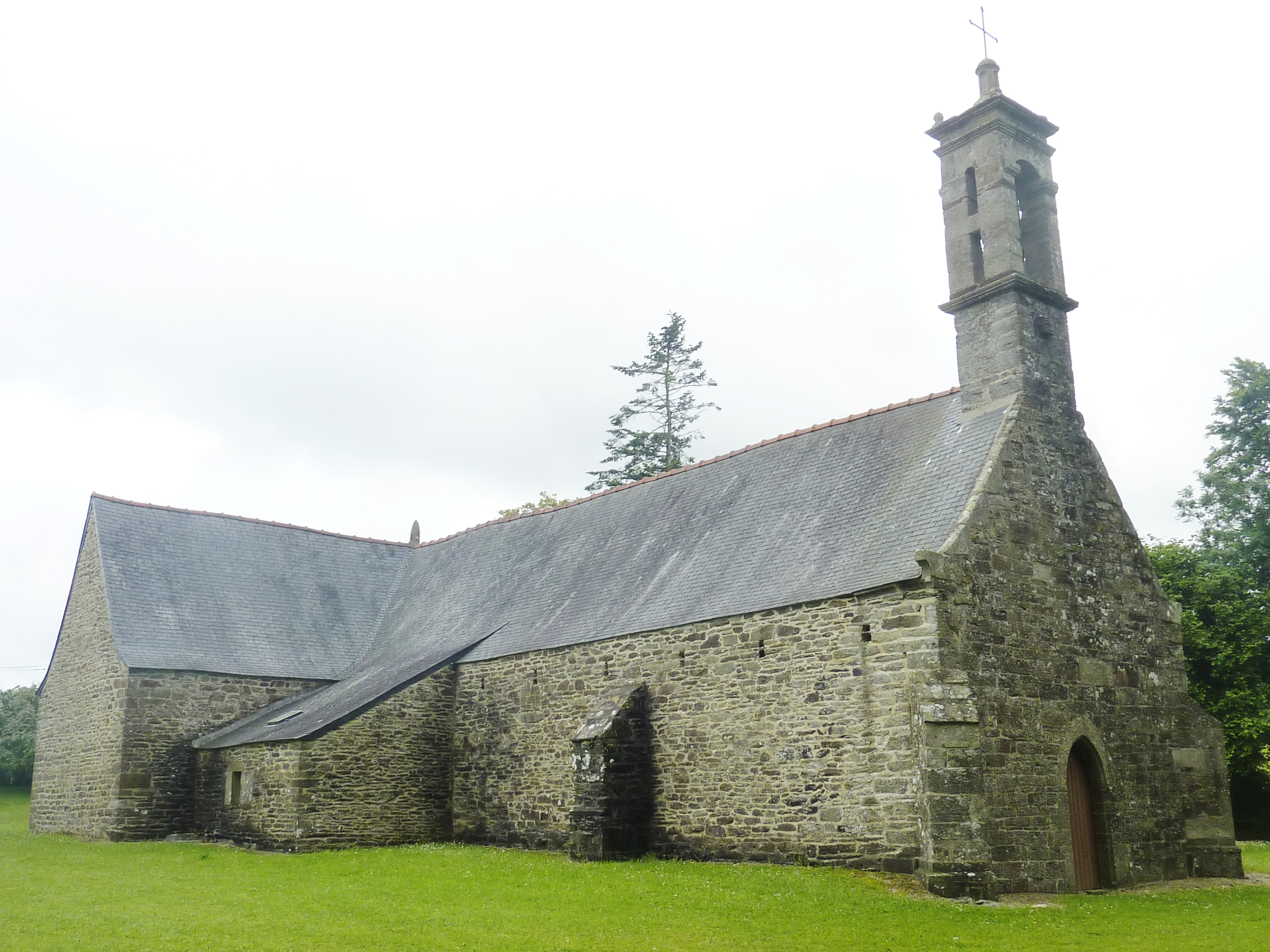
Dreifaltigkeits-Kapelle

## Persönlichkeiten
- Pierre Cloarec (1909–1994), Radrennfahrer und Sportlicher Leiter